# ぼくらの推理ノートシリーズ
『ぼくらの推理ノートシリーズ』（ぼくらのすいりノートシリーズ）は、少年誌に連載された漫画作品のシリーズタイトル。

## 概要
夏緑の漫画原作者としてのデビュー作であり、代表作。シリーズを通しての略称は『ぼく推』（ぼくすい）。エニックス刊の漫画雑誌『月刊少年ギャグ王』1994年10月号より第1弾『少年探偵彼方 ぼくらの推理ノート』の連載を開始し、以降、『少年Gag-Oh』が休刊される1999年4月号まで、作画家あるいは主人公を変えながら、シリーズとして連載を続けていた。
作品の内容は、三択の読者参加型推理クイズ。最初の号に『問題（事件）編』が掲載され、読者より解答を募集。翌号に『解答（解決）編』と、次の『問題編』が掲載される形で連載が続いた。毎回、正解者から抽選で20名に、オリジナルテレホンカードがプレゼントされた。ただし連載開始からの数話は、オリジナルテレホンカードの作成が間に合わず、『月刊少年ギャグ王』オリジナルテレホンカードが配布されていた。
このシリーズに使われているクイズは、雑学などを利用した知識のテストではなく、「帰納的な論理法」のゲーム。これを説くには「論理の組み立て」が必要となる。主に仮想主力読者層である小学生（小学3年生）以上であれば解けるように、問題を設定してあるらしい。しかし、考える必要がないくらいすぐに解けてしまう時と、読者の事を考慮していないと疑われる位難しい時（単行本の書き下ろしはそれが顕著に現れていた）があるので、難易度にややバラつきがあった。
シリーズ3作目『聖クラリス探偵団』では、出題編の最後の数ページをヒントページとし、読者がそこを読むか読まないかで問題の難易度が読者側で変更できるよう工夫された。ただし、ヒント部分のページを読まないとストーリーが途中で切れることになる。その一方でヒント部分のページを読んでも天体に関する専門知識を更に要するため、（読者によっては）難易度が下がらない問題もあった。
また、問題編において、直接関係がない科学知識の解説（核融合、インターフェロンなど）で半ページか1ページ埋まっていることが少なくなかった。
このページでは『少年探偵彼方 ぼくらの推理ノート』『続 少年探偵彼方 ぼくらの推理ノート』『ぼくらの推理ノート 聖クラリス探偵団』の3作品について扱う。

## 少年探偵彼方 ぼくらの推理ノート
シリーズ第1弾作品。試行錯誤が繰り返され、様々なストーリーが練られた。
- 読み方: しょうねんたんていかなた ぼくらのすいりノート
- 通称: 彼方、少年探偵彼方 など
- 連載期間: 1994年10月号から1996年3月号
- 作画者: 井上いろは
- 単行本: エニックスより刊行。全2巻。全17話。

### あらすじ
遠野彼方は頭の回転が速く、物知りでなかなかに聡い小学生。ある時は同級生のいたずらを見抜き、またある時は幼馴染の五十里遙に付き添い、彼女の伯父である五十里警部へ差し入れを持ち込むなどしているうち、様々な事件に遭遇していく事になる。

## 続 少年探偵彼方 ぼくらの推理ノート
シリーズ第2弾作品。作画者が変わり、登場人物も増えて作品世界に広がりを見せ、推理ものとしても本格化する。
- 読み方:ぞく しょうねんたんていかなた ぼくらのすいりノート
- 通称:続彼方
- 連載期間:1996年5月号から1998年9月号まで
- 作画者:祥寺はるか（設定協力・井上いろは）
- 単行本:エニックスより刊行。全5巻。全29話・特別編2話・単行本書き下ろし4話

### あらすじ
小学生にして名探偵と呼ばれた遠野彼方だったが、中学生になってからは普通の少年として暮らしていた。それは消防士である父親に「危ないことはするな」と釘を刺されていたためでもあった。
ところがある夜、その父親が火事で出動した際、爆発に巻き込まれて入院してしまう。心配する彼方を諌める父だったが、父の同僚から彼方は驚くべき話を聞かされる。爆発は事故ではなく、消防士を狙って起こされたものだったのだ。この事態を重く見た父の同僚は彼方に事件の解決を依頼する。
この事件により彼方は自らに科した『少年探偵彼方』の封印を解き、再び新たなる謎へと立ち向かっていく。当初は小学校の頃のように様々な事件に関わっていただけの彼方であったが、ある時、職業的犯罪者『怪人リドル』の企みに遭遇する。以降、彼方VS.リドルの図式が出来上がり、彼方はより過酷な戦いへとのめり込む事になってしまう。
それは、彼方自身の過去に秘められた大いなる秘密を解くための、運命の戦いの始まりであった。リドルは彼方と同じ過去を共有する人間だった。そして物語は「彼方の母の死」という大いなる「謎（リドル）」をもって、終焉に向かっていく。
リドルの毒牙によって倒れていく仲間たち。全てを喪った彼方にリドルは「人間は炎だ。全てを焼き尽くし破壊しか生まない。いずれ世界を滅ぼし自らを滅ぼすまで、その炎は止まる事は無い」と示す。
彼方は最期の選択を迫られる。しかし彼方は「その炎は人を温め、道を照らすことも出来る光だ」と答え、母から受け継ぎ仲間から託された、自らの持つ「人間の心」を信じ、リドルへと立ち向かっていく。

### 合作
特別編として「彼方 VS. 怪盗（ランランブラザーズ）『アレキサンドリアの太陽』盗難事件」がギャグ王に「RUNRUNブラザーズ」（川本祐太郎）との合作として掲載。また『月刊少年ガンガン』の単行本CMページに『殺し屋ジョージ』（梶原あや）・『ちぱパニック!!』（幸宮チノ）との合作も掲載した。

## ぼくらの推理ノート 聖クラリス探偵団
シリーズ第3弾作品。全ての設定を一新し、シリーズ初の『学園推理もの』としての位置を確立。
- 読み方:ぼくらのすいりノート せんとクラリスたんていだん
- 通称:クラリス、聖クラリス
- 連載期間:1998年10月号から1999年4月号まで（連載雑誌『少年Gag-Oh』休刊のための連載中断）
- 作画者:祥寺はるか
- 単行本:エニックスより刊行。2巻まで。全8話（その内単行本書き下ろし1話）

### あらすじ
「続彼方」から3年後の世界が舞台。聖クラリス学園。それは良家や有名人の子弟が集う名門校。そこに通う遠野大気は、名探偵と謳われた遠野彼方の従弟である。彼方にあこがれる大気は、学園で『探偵部』を立ち上げて仲間と共に名門校で起きる様々な事件を苦闘しながらも解決していく。

## シリーズの登場人物

### 「彼方」「続彼方」の登場人物
遠野 彼方（とおの かなた）
「彼方」および「続彼方」の主人公。誰もが認める少年探偵。「彼方」では小学5年生で、「続彼方」では中学2年生になっている。誕生日は11月11日。「聖クラリス」では「探偵、遠野」のフレーズで「遠野彼方」が出てくるほど有名。
普段はおとなしく物静かな少年だが、ひとたび事件が起きると、その聡い頭脳を用いてすかさず解決に導く。単に頭が良いだけでなく行動力もあり、様々な知識に精通。得た知識を即座に応用できる機転も持ち、あらゆる事象に臨機応変に対応する能力を持つ。その一方で、他人に対する優しさや気配りも忘れず、更にスポーツ万能という、「完全無欠」を地で行く少年だが、絵が下手なところと恋愛感情に鈍いところが欠点。また、相当な大根役者でもある。
0歳で母親を亡くし、父親が消防士という時間に不定期な職業にあり、小中学生にしては非常にものわかりが良すぎる面がある。基本的に「誰にも心配をかけない」性格だが、探偵の使命感と探究心を先走らせて単独行動をとってしまい、銃を突きつけられたり遙たちを人質に取られたりと、危ない目に遭うことも多々あった。
特に生後10ヶ月で熱膨張現象を用いてトリックを見破り、3歳で0歳だった大気のおむつを替え、離乳食を食べさせて寝かしつけ、更には父親たちの夜食の用意までこなすという生まれつきと言うにも程がある神童ぶりを発揮している。
頭脳明晰で名を馳せる名探偵と言う事で、学校では異様にモテており、バレンタインデーには机がチョコで山盛りになってしまう。好物はホワイトチョコとラムレーズンのアイスクリーム。
五十里 遙（いかり はるか）
「彼方」および「続彼方」のヒロイン。誕生日は2月14日。家はケーキ屋を経営していて、父親はフランスに単身赴任中（料理学校の講師）。
彼方の幼馴染であり、名探偵・遠野彼方の有能な助手。また「彼方」では伯父である五十里雄一郎警部に差し入れを持っていくついでとして彼方を事件に巻き込むが如き行動を見せる。
彼方のような頭脳は無いが、あらゆる局面で彼方の心を支え、彼方の原動力となることの出来る少女。基本的に心優しくたおやかな才媛的性格なのだが「彼方」では多少ヒステリーやパニックに陥りやすい一面や、彼方を引っ張るなど活動的でおてんばな一面を見せる。「続彼方」では中学生になって落ち着きが出てきたためか、おてんばや混乱しやすい一面が抑えられ、家族（特に母親）代わりに彼方の心の支えとなる部分が強調されているが、彼方と馬場さおりに殺人事件の推理対決を持ちかけるなど、事件に対して不謹慎な一面もある。
ドラマの代役を捜していた人気アイドルに直接スカウトされた事がある。
0歳の頃から彼方と共に居る彼方の良き理解者。幼い頃からずっと「彼方が好き」と言い続けており、その想いは「続彼方」最終回で報われる事となる（「初期彼方」最終回でも両思いにはなっている）。好物はメロンの漬物。
名前の字は、『ギャグ王』誌上では写植の関係で「遥」になっていたが、単行本では「遙」に修正されている。
岩田 鉄矢（いわた てつや）
彼方の同級生。家は魚屋を経営していて、銀治という兄がいる。「彼方」では彼方のライバルを自称するイタズラ3人組のリーダー。「続彼方」では体力に劣る彼方の代わりに体を張って彼を助ける頼もしい仲間の一人。小学校時代50mを5秒9、中学校100mを10秒台で走るためにその俊足を犯人を捕まえるときに「～をなめるんじゃねー」（～部分に記録を入れて）と叫び捕まえる。
イタズラ好きでお調子者。そのため自らトラブルを生み出すことが多いが、気風よく仲間仁義に厚い「漢」な性格の持ち主。彼方のピンチにはリーダーとして仲間を率い彼を助ける。常に左頬に絆創膏を貼っていて、小学校時代は冬でも半袖半ズボンだった。好物はぴりか亭のラーメンライス。
叔父は牧場主。
斉藤 俊彦（さいとう としひこ）
「彼方」ではイタズラ3人組の頭脳担当。「続彼方」でもその位置は変わらないが、家が電気屋を経営しており、理系の、特に電脳系の知識に強い。ネットワークや電気周辺の専門知識が必要になる場合は彼の出番となる場合が多い。なお音痴のためかカラオケや音楽を苦手としている。
知識欲はあるが性格的には穏やか。同じクラスの相田路子とは理系知識仲間で微妙にウマが合っており、友人としての仲の良さを見せる。しかし、双方共に色気関係には全く興味の無い朴念仁のため、何らかの進展が望めるかどうかは微妙である。
辛党で、唐辛子せんべいが好物。
大原 広太（おおはら こうた）
イタズラ3人組のマスコット。太っており、クラスの女生徒からは可愛がられている。6人兄弟の長男。家は八百屋。
わんぱくで能天気な性格。大食漢であり、どんなことでも食べ物に置き換えてしまう。ただ辛い物は苦手としている。逆に好きなのは甘味。「彼方」最終回では上記3人と共に彼方が手帳に残した暗号を解読し助け出した。
彼方の家の近所に住んでいる。
五十里 雄一郎（いかり ゆういちろう）
遙の伯父。地元警察の刑事課に属する警部。
当初は彼方たちが事件に首を突っ込むのをよしとしていなかったが、彼方が次々に事件を解決していくため、徐々に彼の頭脳を頼りにしていくようになる。独身。

### 「続彼方」の登場人物

#### 遠野家
遠野 進（とおの すすむ）
彼方の父。消防士。危険に飛び込む息子を案じ、一時「少年探偵彼方」を封印させた人物。しかし「探偵」としての息子の性を悟り、最終的に「続彼方」一話目で封印を解くことを許した。
非常に心配性な一面を持っており、それが彼方の封印の一因。常に彼方の事を案じ見守っている。一方で遥と彼方の仲も軽く茶化すほどに認めている。守という報道カメラマンの兄がおり、彼の息子が「聖クラリス」の主人公の遠野大気。
彼方の祖母
進の母。苗字が「遠野」であるため、彼方と大気、両方の祖母。作中では本名は出ない。
彼方が生まれて行方が死亡するまで彼方たちの住む青空町の商店街で花屋を開いていた。現在は花農家として花屋に様々な種類の花を出荷している。作中、彼方たちはアジサイの出荷を手伝うために呼ばれている。
彼方の頭脳が聡いのは、この祖母からの隔世遺伝。住んでいる田舎では駐在も智恵を借りる名の知れた名探偵。
遠野 行方（とおの いくえ）
彼方の母。彼方が生まれたのとほぼ同時に死亡している。
生まれつき体が弱く、彼方を産む際に入院したが、その病院で火事に巻き込まれて彼方をかばい故人となった。
心優しく、世界の全てが祝福に溢れていると信じている聖人の如き性格であった。

#### 同級生
相田 路子（あいだ みちこ）
斉藤とウマの合う理系少女。家はパン屋を営んでいる。
「彼方」では遙にバレンタインチョコを渡すようせっつく場面があったが、「続彼方」では少し小太りで大人しい性格になっている。
そのため痴漢被害に遭ったが、その事を知った斉藤は烈火の如く怒り、彼女のために1人で犯人を捕まえようとした。その事を、事件が解決した事より嬉しがっていた。
鹿取 佳樹（かとり よしき）
彼方のクラスにやってきた転校生。大人しい帰国子女で、最初は彼方たちを「ミスター」と敬称をつけて呼んでいたが、岩田の影響で打ち解けるようになった。コンパニオンアニマルのコッキーが行方不明になった事件を通じて彼方たちと仲良くなる。外国に行く前は北海道に住んでいた。
父親はエネルギー学者。重水素核融合レーザー装置を開発し、世界中から注目されている。が、それゆえにテロの対象にもなりやすい。
川崎 詠子（かわさき えいこ）
霊や怪談が大好きな霊感不思議少女。事ある毎に不気味な話をして同級生を怖がらせる。
清水 理恵（しみず りえ）
クラスに一人は必ずいるであろう、我の強い生意気少女。「彼方」で彼女が彼方を好きだという指摘をされたが本質は不明。「続彼方」からは彼方にピンチを救われた事から彼に本気で惚れ、遙の恋のライバルとして名乗りを上げる。
彼方の家の近所に住んでいる。
橋本 健吾（はしもと けんご）
カッコつけな同級生。清水理恵と衝突しては「橋本のクセに！」と反論される。しかし、実は清水のことが好きな感がある。1年のときは遙を好きだったらしい。
村田 智也（むらた ともや）
天体観測が趣味の同級生。親子揃ってアマチュア天文家で、天体写真も撮影する。橋本と村田は「彼方」にも登場していた。

#### ライバル
馬場 さおり（ばば さおり）
名古屋の少女探偵。家が探偵事務所を営む関係で事件に関わっており、個人で依頼を受けることもある。雑誌では「名古屋城が生んだ天才少女探偵」として取り上げられている。
同じく「天才少年探偵」ともてはやされる彼方に対して探偵としてライバル心を燃やしているが、実は彼方のファンである。男言葉で話し、一人称も「ボク」。
プライドが高く、売り出し中の悪党「怪人リドル」を逮捕する事で自らが最高の探偵だと証明することが夢だと語る。
密室殺人事件を解決した実績の持ち主だが、一方で他者に出し抜かれると「本当の名探偵は5～6人死んでないとエンジンがかからない」などと物騒な言い訳をする。
特別編の読者クイズの賞品「作中に登場できる」により登場したキャラクターであり容姿および名前はその当選者のもの。のちに、その当選者は芸人（荒ぶる神々の馬場さおり）になっている。
怪人リドル（かいじんリドル）
人々に災厄と謎を振りまくことを快楽と語る職業的犯罪者。計画教唆犯（プランナー）から実行者まで、ありとあらゆる犯罪に手を染める。マスク作りと変装の名人で、老人から女性にまで化けることが出来る。
本名は矢島 薫（やじま かおる）といい、表向きは矢島財閥のトップ。様々な国家に武器を販売する死の商人。彼方と行方が巻き込まれた病院火災の生き残りで、行方の死の真相を知る。そのため過去の因縁より彼方を執拗に狙う。
彼方は「正々堂々と勝負を挑む人」と思っていたが、その反面岩田にナイフを突きつける、遙を離陸中の飛行機から突き落とすなど、攻撃的な一面もうかがえる。
最終回で彼方と進に正体を明かしたが、その後、逮捕されたかどうかは不明（迎えに来た部下より某国大統領との兵器売買の商談が進んでいる話を出された）。

#### その他
五十里 みちる（いかり みちる）
遙の母。五十里警部の実妹。進の事を「進ちゃん」と呼んでいる事から、付き合いは長いらしい。
赤ん坊の彼方にヒントをもらって事件を解決した事がある。
金剛 力（こんごう つとむ）
彼方たちのクラスの担任で、五十里警部とは学生時代からの友人。
典型的な体育会系人間で厳しいが、基本的には生徒を信頼している。また、テスト中に居眠りする一面もある。
佐々木（ささき）
小学校時代の彼方たちの担任。髪を首もとで縛り、眼鏡をかけ、常にジャージ姿。
普段は穏やかだが、授業中の私語は厳しく注意する。

### 「聖クラリス」の登場人物
物語の舞台が「聖クラリス学園中等部」という、ある意味で閉鎖された「私学中学校」と言う空間上のものであるため、特筆の無い限り登場人物は同学園に所属するものとする。冒頭は大気の「彼方兄ちゃんへ」という独白で始まる事が多い。「彼方」「続彼方」と比べて、起こる事件のスケールが大きい。

#### 探偵部
遠野 大気（とおの たいき）
2年生。探偵部長で、彼方の父方の従弟。報道カメラマンの父と童話作家の母と14歳下の妹を家族に持ち、彼方の事は「彼方兄ちゃん」と呼んで慕っているが、その域は尊敬を通り越して信奉に近い。彼方に憧れ「人々の大事なものを守る」ために（やや勢いも手伝って）入学早々飛鳥を伴って探偵部を設立したが、最初はなかなか生徒たちから信頼を得られず、失敗することが多かった。
ある意味で彼方よりも情熱に溢れるが、一方でその情熱のあまり冷静さを失って突っ走りやすく、精神面は未熟で頭の回転も彼方より鈍い。様々な事件を解決するが、かなり必死に背伸びして思考をめぐらした上での解決が目立つ。そのため「神童肌の天才」である彼方とは違い「努力肌の天才」である部分が窺え、それがコンプレックスになっている。だが、推理モードに入った時の目つきは、如月警視正も驚くほどの力が込められている。
「彼方は彼方で、自分は自分」という考え方が出来ず、自らが彼方に比べて見劣りすると信じきっている。自らが彼方の従弟として完璧であらねばならないとも思い込んでいる（強迫観念に取り付かれた完璧主義者ともいえる）危うさも持っており、故に少しの失敗でヘコみ、失敗に対するリカバリをすれば良いというところまで思考が行き辛い部分がある。
母親の血筋からか、彼方とは逆に絵が上手い。
恋愛感情については彼方と同じく鈍感で、飛鳥の自分に向けられた想いには全く気づいていない。
天城 飛鳥（てんじょう あすか）
2年生。遠野家の隣室で一人暮らしをしている大気の幼馴染。根来忍者の末裔。両親はハリウッド映画のアクションスター。その影響で、様々な体術や縄抜けの術などを取得している。髪の色は青。
勝気な性格で、男言葉を使ういわゆる「ボクっ子」。普段から手裏剣とまきびしを持ち歩き、犯人や飛行機に投げつける、大気を襲ったマフィアに向かって散弾銃を乱射する。
ときどき死語を使う事がある（「ざまーカンカン」など）。私服はショートオールを着用することが多い。
大気の事が好きなのだが幼馴染故にそれを口に出せずに悩んでいる。大気の気を引こうとイヤリングをつけたりしたが、結局無駄に終わった。
窃盗団のボスや銃を持ったマフィアを怯えさせるくらい痛めつけたことがあるが、ともに花梨や飛燕と共闘した状態での結果であり、自身の戦闘力は不明（一人で窃盗団と渡り合おうとした時、後ろから不意打ちされてあっさり倒された）。それでも自分の力をやや過信している節がある。また、その性格故に無神経な面が目立ち、落ち込んでいる大気に追い討ちをかけたり、花梨を助ける為に命を張って失敗した秀麿の事もずけずけと悪口を言ったりする。
嵩山少林寺で武術修行中の兄疾風が居る。彼女のペットのハムスター「はむち」も忍ハムと呼ぶほど人の言葉を理解し、人間が入ることの出来ない狭い場所への侵入が可能。
周りがなんと言おうと彼女にとって1番の名探偵は大気だが、遙と違い大気の心の支えになる描写はほとんどない。
矢野 康介（やの こうすけ）
2年生。世界的なジャズピアニストと歌手の息子。髪は金髪で、前髪に赤いメッシュを入れている。絶対音感の持ち主。
クールな反面ナンパな性格でいつも女の子に声をかけており、学園中の女生徒の情報は全て把握している。女子の気を引くための努力は欠かさず、ナンパスポットに足繁く通ったり、「愛しています」という意味の言葉なら数カ国語を話す事が出来る。
幼い頃に両親が離婚しており、母の居ない寂しさから軟派な性格となった。非常に強がりで他者に弱みを見せると言うことはあまりない。しかし、大気は彼の裏側の寂しさをいち早く見抜き、彼に手を差し伸べる。
同じマンションに引っ越してきたというだけで、自分に馴れ馴れしく話しかけてきた大気に最初は戸惑っていたが、人々の大事なものを守るという彼の心意気に打たれボディガード兼経理担当として探偵部に入部し、親友となる。
ヘコむ大気に発破をかけるのは彼の役目。彼の発破で大気はしくじりに対するリカバリを開始する。
ストーカー被害を相談してきた女生徒に惚れたような素振りを見せるが、失恋後あっさり別の女生徒に惚れてしまっているため、本気で好きだったのかどうかは不明。
如月 弥生（きさらぎ やよい）
1年生。髪の色は緑。清楚な大和撫子で、誰に対しても敬語で話し、私服は着物。1話で胸の大きさを飛鳥に指摘されている。後輩故の遠慮か大和撫子の嗜みと思っているのか、自分から積極的に発言したり行動を起こす事はあまりないので、いるかいないか分からない時がある。基本的に男性と話すことは苦手。康介を両刀使いと思っている。
法律と歌舞伎の造詣が深く、なぎなたを扱えるらしい。趣味は編み物と花を育てること。
父親が地元・春日署長の如月警視正なので、機密事項であるはずの事件や容疑者の情報なども簡単に入手できる。母親は如月流華道家元、母方の祖父は警視総監。
学園に入学する前はリヨンに住んでいた。そのせいでクラスメイトと話題が合わず孤立していたが、放送部員牧原卓巳のDJで話すきっかけを得ることができた。牧原とは、彼が秀麿に狂言の疑いをかけられたときに励まして以来仲良くなる。
入部に至るまでの具体的な経緯は部員の中で唯一不明。
姫小路 花梨（ひめのこうじ かりん）
1年生。弥生のクラスメイト。企業財閥・クラリスグループを束ねる聖クラリス学園理事長一族の令嬢で、現理事長マルティナ=クララ・姫小路の孫娘。自称「超究極美少女プレジデント」。髪の色はピンク。学園で噂のワガママお嬢。最初は大気に惚れた素振りをしていたが、盗賊団に拉致された時、自分を守ってくれた飛鳥に惚れこんで探偵部に入部し、部と関わる事でただのワガママお嬢様から少しずつ変わってきている。語尾に「なの」をつけて話し、先輩の大気たちでさえも呼び捨てにする。自分をモチーフにした携帯電話「カリンホン」を愛用している。
IQ250を誇る天才少女で、学園に来る前は様々な大学で飛び級特例で博士号取得荒らしをしてきた。取得博士号の代表的なものとしてはケンブリッジ大学政治経済学博士、MIT機械工学博士、リムブルク大学考古学博士、京都大学物理学博士など。記憶力も抜群で、英語劇の台詞を一度見ただけで完璧に暗記したこともあるが、それらの知識をまともに活用している描写はほとんどない。
体型も言動も子供っぽく、ふりふり衣装に身を包むはっちゃけた性格に加え、漢字がろくに書けずしかも悪筆なので、入部後、嫌々書き取りをやらされていた。
元SWAT隊長にマンツーマンで手ほどきを受けているので、一通りの護身術はマスターしていると思われるが、予想外の出来事に直面するとパニックに陥ってしまい、力を存分に発揮できない。
ラフレシアを育てる、コンドルを飼う、自分専用のピンクのコンコルドやヘリコプターを買う等、金銭や美の感覚はかなりずれている。
綾重 美紗（あやしげ みさ）
学園中等部保健医で探偵部顧問。お色気過剰で両刀使い。男女問わず美形が保健室にやって来ると、まず服を脱がせようとするので、様々な意味で学園生徒に恐れられている。愛車はオープンカー。蛙の解剖とレントゲンフィルムの現像はプロ級らしい。
顧問の肩書きを持ちながらほとんど活動に加わる事はないが、依頼で温泉旅館に行く時は嬉々として着いて来ていた。

#### その他
桂川 秀麿（かつらがわ ひでまろ）
中等部生徒会長。自称・花梨の婚約者（秀麿が勝手に言いふらしているだけであり、実際に婚約者なわけではない）で大気を「一方的に」ライバル視しており、いつも彼につっかかり、事あるごとに「これで遠野彼方の従弟とは…」と嫌味を言う。しかし、むしろそれで大気の探偵の力量をわざと測っている。
イケメンで頭脳明晰、スポーツ万能といえば彼方のような人物と思われやすいが、性格は正反対で、推理力もゼロに等しい（花梨曰く、「顔だけはいいが性格は最悪」）。
他人に対する態度は慇懃無礼、高慢そのもので、感謝と謝罪の言葉を口にした事はない（が、美人に弱い一面も）。うぬぼれが強く、こじつけた理屈と単純さで迷推理を披露し、他者に無実の罪を着せる事が多い。「性悪説」が根幹にあり、とかく「他人を信じる事」を極端に否定し「人間は悪である」と決め付けて推理する。特に大気に対しては「探偵を名乗るには甘すぎる！」「世の中自分と気の合った人間ばかりとは限らない」と大気（と彼方）の人間に対する信頼を完全に否定するような忠告を放つ。大気のミスや短所は重箱の隅をつつく勢いで指摘する反面、推理が間違っていた事が明らかになっても、自分の非は認めず逆に開き直るという、自分に甘く他人に厳しい「探偵小説や2時間ドラマに出てくる無能で横柄な警察官」を少年にしたような人物（それでも女生徒からの人気は高く、常に信者化した取り巻きがいる）。
次期クラリスグループ総帥の座を狙っているととれる発言から、地位と財産目当てで花梨に近づいているように見られたが、彼女が命の危険にさらされた際には、自らの危険も省みず行動を起こした事もあり、この事に関しては彼を嫌う康介も「性根は本物だ」と認めている（逆に言えば、花梨だけには心を許していると言える）。
実は馬場さおりの従弟で、事件を解決した事がないと指摘された時、「真の名探偵は5～6人死なないとエンジンがかからない」と全く同じ言い訳をしていた。
如月警視正（きさらぎけいしせい）
弥生の父で春日署署長。下の名前は不明。妻が如月流華道家元で義父が警視総監。
元々ICPOに所属していたが、「弥生と離れたくない」という理由で日本に帰国。その関係で、国際手配犯の顔は把握している。
娘を溺愛しているようで（正真正銘の娘バカとも言える）弥生に近づく男を遠ざけるためには手段を選ばない。また弥生に頼まれて探偵団に本来なら極秘であるはずの捜査状況を開示するなど、娘のため（と思い込んだこと）には職権乱用も辞さない行動をとる。
弥生が探偵団に入っている事をとくに咎めたりはしないので、娘の意志はある程度尊重しているらしい（が、犯人のアジトに踏み込むような時はさすがに留守番をさせる）。
五十里警部と違って自分から探偵団に依頼する事はなく、弥生に呼ばれて学校や現場にやってくる。
マルディナ=クララ・姫小路（マルディナ クララ ひめのこうじ）
学園の現理事長で花梨の祖母。ドイツ人。日本文化の誤解が激しく、花魁のような話し方をし、花梨以上に服装が派手。花梨の祖父とはハイデルベルク大学で大恋愛した。
花梨曰く、「世界でも指折りのお金持ち」。
黄 飛燕（うぉん ふぇいいん）
飛鳥の兄疾風の妹弟子。香港から来日して飛鳥の家にホームステイする。
全中国武術大会での優勝歴がある。「キックの鬼」との異名をとり、運動能力は飛鳥より高く、理事長からスポーツ特待生にしたいとの声がかかった事も。
ネズミが嫌いで、ハムスターにも悲鳴を上げる。
大気に気があるそぶりを見せる。

## その他
本シリーズの原作者夏緑が書いた小説『タロット探偵MIKU』（ファミ通文庫刊、イラストはさいとうつかさ）には遠野未来（とおの みく）という主人公の少女とその母である遠野時代（とおの ときよ）が登場する。名前が似ているが遠野彼方や遠野大気ら遠野家との関係は明言されていない。